# Protiaropsis anonyma
Protiaropsis anonyma is een hydroïdpoliep uit de familie Bythotiaridae. De poliep komt uit het geslacht Protiaropsis. Protiaropsis anonyma werd in 1905 voor het eerst wetenschappelijk beschreven door Maas. 